# Bucht von Burgas
Koordinaten: 42° 30′ 4″ N, 27° 31′ 32″ O

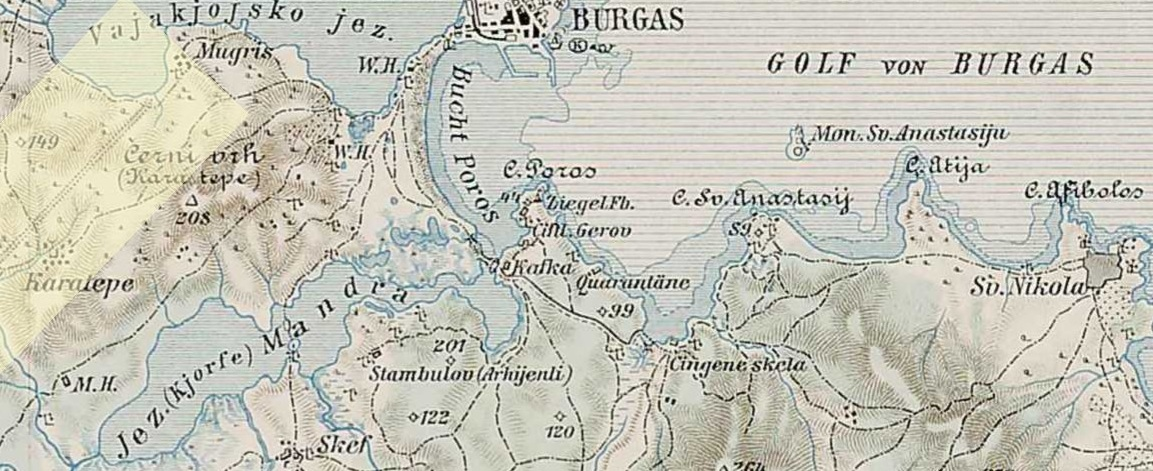
Teil der Bucht um 1880

Die Bucht von Burgas, auch Golf von Burgas, (bulgarisch Бургаски залив Burgaski zaliw) ist eine im westlichen Schwarzen Meer gelegene größere Meeresbucht. Sie trägt seit 1784 den Namen der Hafenstadt Burgas und ist die größte bulgarische und einer der größten im Schwarzen Meer überhaupt. Andere Städte, die in der Bucht liegen, sind Sosopol, Pomorie und Nessebar. Die Bucht von Burgas ist der westlichste Punkt des Schwarzen Meeres.
Der Franzose André-Joseph Lafitte-Clavé, der als Teil einer osmanischen Reformkommission das westliche Schwarzmeer besuchte, bezeichnete 1784 Burgas als wichtigste Stadt in der Bucht und als Erster die Bucht unter dem Namen Bucht von Burgas, mit der Bemerkung, dass diese zuvor unter Bucht von Poros bekannt war. Auch gelegentlich nach 1784 wurde sie als Bucht von Poros oder Bucht von Foros, nach dem Hafenort Poros/Foros (heute Kraimorie, Stadtteil von Burgas) bezeichnet.
Die Bucht verengt sich nach Westen, wo sie an die Burgasseen grenzt. Der nördlichste Punkt der Burgasbucht ist das Kap Emine, der südlichste das Kap Maslen Nos. In der Bucht liegen mehrere Inseln. Davon sind die Inseln Sweti Iwan und Sweta Anastasia die größten.

## Bilder

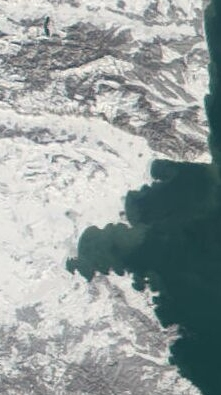
Satellitenfoto der Burgas-Bucht
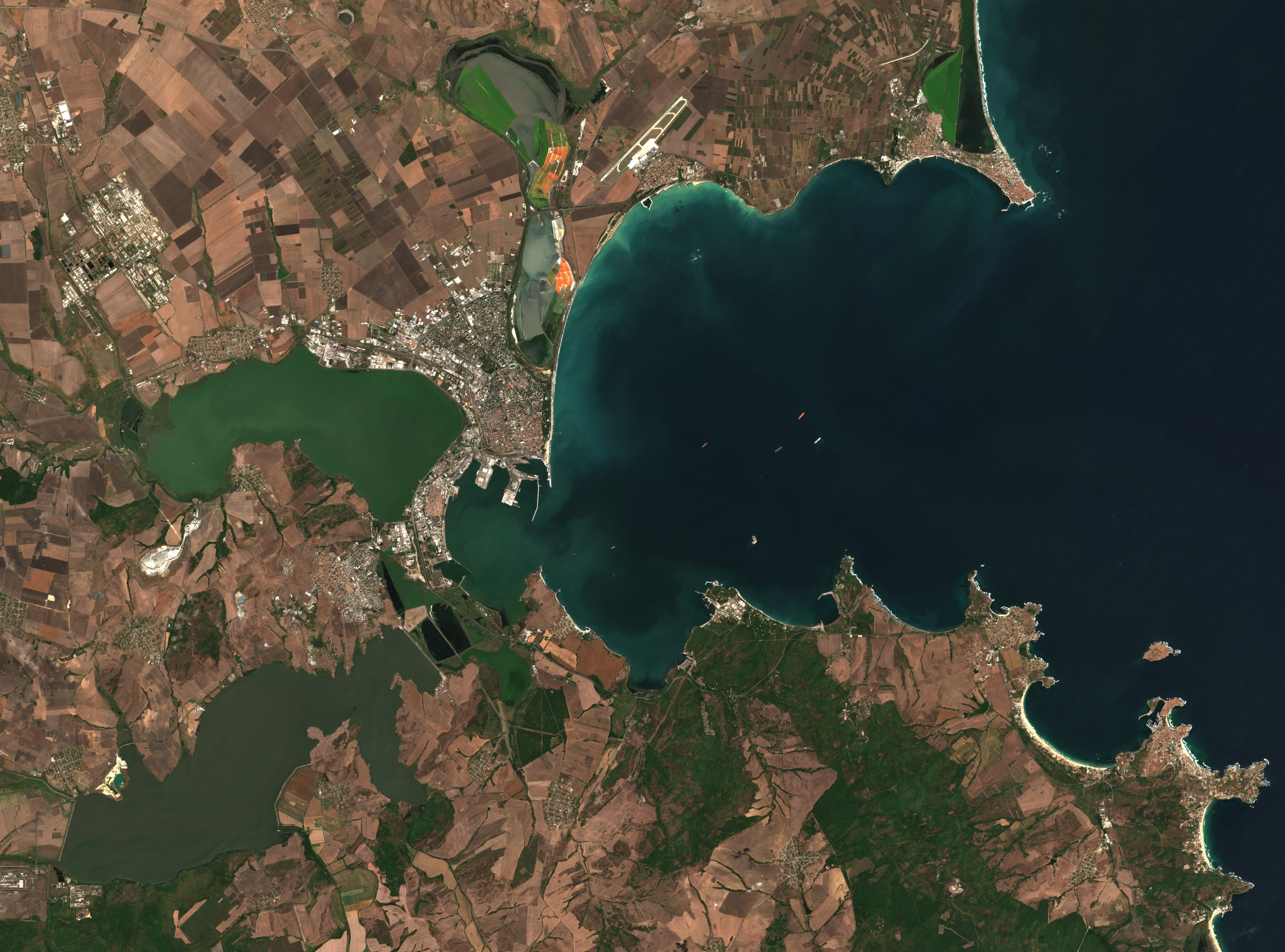
Satellitenfoto der Burgas-Bucht
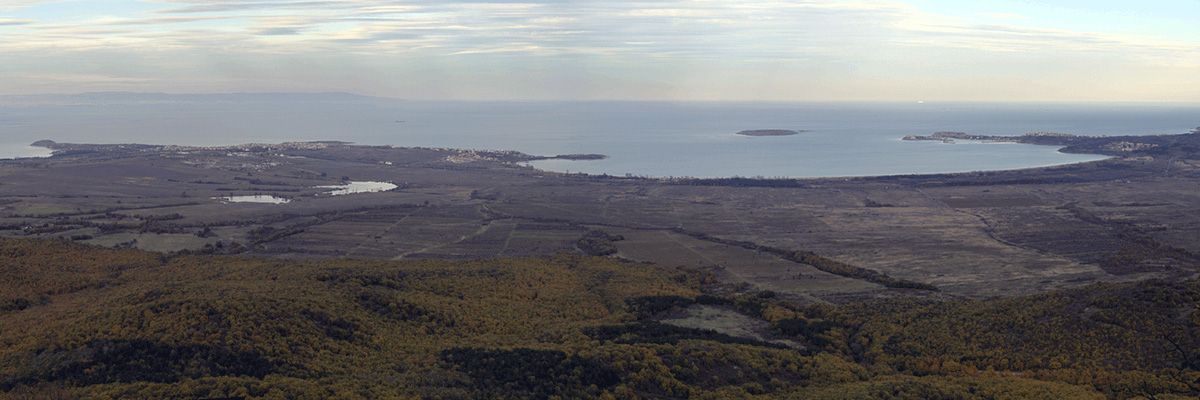
Panoramaaussicht der südlichen Sosopolbucht
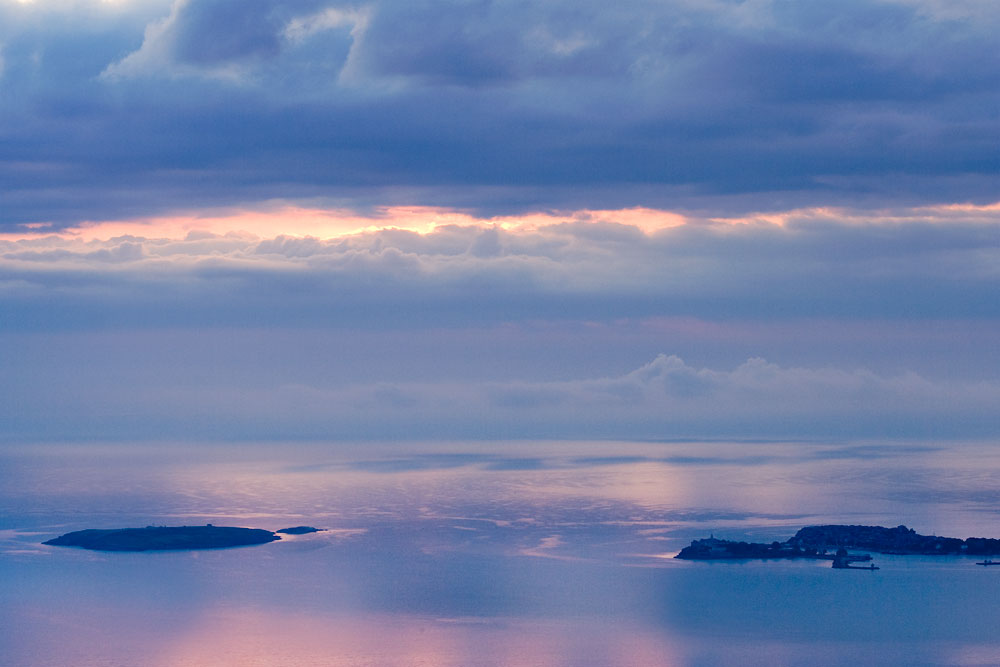
Die Inseln in der Bucht bei Sosopol.
Der westliche Punkt mit den Burgasseen